# Hartmut Rosa
Hartmut Rosa (Lörrach, 15 d'agost de 1965) és un filòsof i sociòleg alemany. És catedràtic de sociologia a l'Institut für Soziologie de la Universitat Friedrich Schiller de Jena i director del Centre Max Weber de la Universitat d'Erfurt, a Alemanya.

## Publicacions
- Identität und kulturelle Praxis. Politische Philosophie nach Charles Taylor. Dissertation. Campus, Frankfurt am Main/ New York 1998.
- Beschleunigung. Die Veränderung der Zeitstrukturen in der Moderne., Suhrkamp, Frankfurt am Main 2005.
- mit Stephan Lessenich und Klaus Dörre: Soziologie – Kapitalismus – Kritik: Eine Debatte. Suhrkamp, Frankfurt/Main 2009, ISBN 978-3-518-29523-6.
- Weltbeziehungen im Zeitalter der Beschleunigung., Suhrkamp Verlag, Berlin 2012, ISBN 978-3-518-29577-9.
- Beschleunigung und Entfremdung - Entwurf einer kritischen Theorie spätmoderner Zeitlichkeit., Suhrkamp, Frankfurt am Main 2013, ISBN 978-3-518-58596-2. (Im Original unter dem Titel Alienation and Acceleration. Towards a Critical Theory of Late-Modern Temporality. NSU Press, 2010, ISBN 978-8787564144; im Französischen: Aliénation et accélération : Vers une théorie critique de la modernité tardive. Editions La Découverte, 2012, ISBN 978-2707171382)[2]